# Iglesia de Nuestra Señora del Monte Carmelo (Río de Janeiro)
La iglesia de Nuestra Señora del Monte Carmelo o bien la Antigua Catedral de Río de Janeiro (en portugués: Igreja de Nossa Senhora do Monte do Carmo) es una antigua iglesia carmelita que sirvió como catedral (Sé o Sede) de Río de Janeiro en Brasil desde 1808 hasta 1976. Durante el siglo XIX, también fue utilizada sucesivamente como Capilla Real e Imperial por la familia real portuguesa y la familia imperial brasileña, respectivamente. Se encuentra ubicada en la plaza Quince de Noviembre, en el Centro de Río de Janeiro. Es uno de los edificios históricos más importantes de la ciudad.
En 1976, cuando se completó la moderna Catedral de Río de Janeiro, la iglesia perdió su condición de sede de la Arquidiócesis de San Sebastián de Río de Janeiro, y se le conoció como la Catedral Vieja ("Antiga Sé" , literalmente "Antigua sede"). Sin embargo, se ha mantenido como una de las iglesias históricas más importantes de Brasil . La Catedral Vieja es ahora una iglesia parroquial, y tiene estatus de pro-Catedral. Colinda con la iglesia de la Orden Tercera del Carmen.